# 久保同學不放過我
《久保同學不放過我》是由雪森寧寧創作的日本漫畫，於集英社週刊Young Jump2019年第47號開始連載，至2023年第14號連載結束。2020年8月12日起開始同步連載於少年Jump+，逢星期三更新。改編電視動畫由PINE JAM擔任動畫製作，於2023年1月10日至6月20日播放。

## 故事概要
白石純太是個存在感很薄弱的高中生，難以被人認知，常常被人忽略，只有同班的久保渚咲會找到他。這是在描述他們的校園日常。

## 角色列表
久保渚咲（聲：花澤香菜）
春賀北高中一年級生。才貌兼備的「女主角級」美少女。全校唯一可以快速找到純太的稀有存在。對純太很好奇，常去捉弄他，並喜歡看純太被捉弄後的反應。身高160cm，生日是8月2日。成績很好，全校前三，在一年級期末中獲得年級第二位的成績，後來拿到年級第一。能看穿純太的心思，似乎總是「不放過」他。平時是小惡魔系，但還是會害羞。不擅長做料理，但為了純太努力一下還能有所進步。喜歡兔子和甜食，尤其是蛋糕和曲奇，也喜歡燉菜。害怕鬼一類事物，不敢獨自到黑的地方。害怕時會哭泣，只要被摸頭能緩解心情。沒有戀愛經驗，不確定自己對純太這份情感是什麼。後來向好友平玉緒和工藤葉月坦白「喜歡純太」。原因是純太存在感低很有趣，走路時也會放慢速度等她，哪怕沒有人注意也會努力做到最好，這點很讓她佩服，平時總是很溫柔，特別可靠，和純太在一起總是很開心，笑容也讓她心動。
白石純太（聲：河西健吾）
春賀北高中一年級生。沒有存在感的「路人」男生。身高163cm（新一次體檢166cm），生日是4月25日。成績全校第109名。實際上初中也和渚咲、小玉等人同班。在旁人眼裡完全沒有存在感的男孩，要連續確認五次才能發現白石的存在；不做出大動作就完全不會被人看到，甚至被人坐到身上；存在感幾乎是負數，以至於「看到純太」成為了幸運的象徵，開學一年九成同學都表示沒見過白石；在每節課結束時都會為了證明自己沒翹課而去找老師請教問題；在初中畢業時拿了全勤獎。但是渚咲卻能輕易找到白石，也是第一個會和白石主動搭話的人。喜歡漢堡排、漫畫和動畫片。擅長把袋子裝滿。側臉很帥，笑容燦爛。學動漫人物變身時也很酷。很細心，會注意一些小細節。因為弟弟誠太常摔跤，所以隨身帶著創可貼。和渚咲玩心理測試時得到了「只會和一人交往」的結果。目前已確定能一眼找到他的人有弟弟白石誠太與久保家全體成員（不包含嬸嬸）。
久保明菜（聲：伊藤美來）
渚咲的姐姐。有善於洞察內心的本領，也是心機小惡魔系，得逞後會大笑。在書店打工並認識了想要把别人弄乱的书摆好、却无意中发现小黄书并想偷看的白石，然而對方掉了學生證被明菜撿到，並讓妹妹渚咲送到學校還給白石。第二次和白石相遇透過手機成為好友，察覺到了渚咲對白石的情感。幾乎什麼都會，也成為渚咲憧憬的對象。拥有出众身材的美女。洗好澡常衣衫不整，也因此被渚咲訓斥。不能喝酒，賞花時喝了酒對白石過於親密，回家就被渚咲訓斥了一頓。
久保沙貴（聲：雨宮天）
明菜和渚咲的堂妹。長相近似初中的渚咲，稱呼渚咲為「小渚」，認為渚咲應該和王子一樣的人交往。容易害羞，很在意白石和渚咲的關係，並為此吃醋。年纪虽小却很稳重，还有饭做得很好。
白石誠太（聲：伊瀨茉莉也）
純太的弟弟。長得很像媽媽白石由惠。非常喜歡跟久保沙貴一起玩，見到沙貴就會臉紅，常摔跤，喜歡沙貴。
白石由惠（聲：能登麻美子）
純太與誠太的媽媽，身材矮胖。同樣無法第一時間發現到純太的存在，令她十分擔心純太在學校的交友狀況。對於白石能交到朋友並且校園生活很開心感到高興，其中覺得久保同學很可愛。
工藤葉月（聲：加隈亞衣）
渚咲在班上的好朋友。春贺北高中一年级学生，和渚咲既是青梅竹馬又是同班同学。稍微带着点成熟的气质，能冷静地判断事物。经常和渚咲、玉绪在一起，在三人中担当吐槽角色。能夠隱藏自己的表情，與渚咲和小玉關係很好，成績不錯。
平玉緒（聲：竹達彩奈）
渚咲在班上的好朋友。春贺北高中一年级的学生。和渚咲、白石是同班同学。性格开朗、天真烂漫，但也会因为大脑与嘴直接相连而造成麻烦。经常和渚咲、叶月在一起，在三人组中担当着傻瓜的角色。須藤的青梅竹馬，被叫作小玉（タマ）。將久保渚咲叫做久保親（久保っち）。成績很差，有史以來最高是得到同學輔導後的47分。
須藤勇真（聲：八代拓）
小玉的青梅竹馬，一年級時與白石君同為環境委員，共同負責管理花壇。一直想和白石交流，但其存在感低到花了一年都找不到他。成績很差，但唯獨數學看看書就能有90分以上。表面上像一個老司機，其實不會應付女生，但白石不知道這一點，常問他如何和久保同學相處。
雲仙老師（聲：龍田直樹）
白石與久保等人的班導師，身高奇矮且有地中海禿，不知為何努力得想要拍到白石的照片。

## 出版書籍
| 卷數 | 集英社         | 集英社                 | 東立出版社    | 東立出版社             |
| 卷數 | 發售日期       | ISBN                   | 發售日期      | ISBN                   |
| ---- | -------------- | ---------------------- | ------------- | ---------------------- |
| 1    | 2020年2月24日  | ISBN 978-4-08-891476-3 | 2021年1月28日 | ISBN 978-957-26-5851-2 |
| 2    | 2020年6月24日  | ISBN 978-4-08-891550-0 | 2022年4月14日 | ISBN 978-957-26-5852-9 |
| 3    | 2020年9月23日  | ISBN 978-4-08-891654-5 | 2022年5月27日 | ISBN 978-957-26-7704-9 |
| 4    | 2021年2月19日  | ISBN 978-4-08-891781-8 | 2023年4月21日 | ISBN 978-957-26-7705-6 |
| 5    | 2021年6月18日  | ISBN 978-4-08-892009-2 | 2023年6月5日  | ISBN 978-626-347-235-8 |
| 6    | 2021年9月17日  | ISBN 978-4-08-892073-3 | 2023年8月17日 | ISBN 978-626-360-724-8 |
| 7    | 2021年11月19日 | ISBN 978-4-08-892118-1 | 2024年8月26日 | ISBN 978-626-360-725-5 |
| 8    | 2022年2月18日  | ISBN 978-4-08-892214-0 | 2025年6月16日 | ISBN 978-626-360-726-2 |
| 9    | 2022年5月18日  | ISBN 978-4-08-892299-7 |               |                        |
| 10   | 2022年9月16日  | ISBN 978-4-08-892432-8 |               |                        |
| 11   | 2022年12月19日 | ISBN 978-4-08-892567-7 |               |                        |
| 12   | 2023年4月18日  | ISBN 978-4-08-892662-9 |               |                        |

公式書
| 卷數 | 集英社        | 集英社                      |
| 卷數 | 發售日期      | ISBN                        |
| ---- | ------------- | --------------------------- |
| 全   | 2023年4月18日 | ISBN ISBN 978-4-08-892734-3 |

## 宣傳
2020年2月12日，在週刊Young Jump官方YouTube頻道上公開一段由花澤香菜為女主角久保配音的ASMR影片。2021年12月，推出LINE貼圖。

## 迴響
本作在2020年獲得下一部人氣漫畫大賞紙本漫畫類別的第19位，並在翌年2021年獲得同一獎項的第7位。截至2021年2月，單行本累積發行逾40萬冊。截至2021年6月，累積發行逾80萬冊。截至2021年9月，累積發行逾100萬冊。

## 電視動畫
2022年5月13日，宣布改編為電視動畫，由PINE JAM擔任動畫製作，男女主角的聲優分別是河西健吾和花澤香菜。同日公開一張前導視覺圖。7月15日，公開第1張形象視覺圖。8月18日，宣佈電視動畫定於2023年首播，並公開第1條宣傳片。9月14日，宣佈定於2023年1月首播，公開第2張視覺圖，並公佈明菜和沙貴將由伊藤美來和雨宮天聲演。
2023年1月24日，製作委員會在動畫官網宣佈，受新冠病毒疫情影響，節目按原定播放日程播放至第6集為止。之後從4月4日開始由第1集起重新播放完整集數。

### 製作人員
- 原作：雪森寧寧
- 導演：古賀一臣
- 系列構成、劇本：高橋悠也
- 角色設計：齊藤佳子
- 總作畫監督：齊藤佳子、相音光
- 音響監督：今泉雄一
- 音響製作：Glovision
- 音樂：夢見鯨（夢見クジラ）
- 動畫製作：PINE JAM[3][34]

### 主題曲
片頭曲
作詞：藤村鼓乃美、北川勝利，作曲：北川勝利，編曲：北川勝利、Tansa、宮川彈，主唱：花澤香菜
第12話做片尾曲使用。
片尾曲
作詞、作曲：田淵智也，編曲：廣川惠一，主唱：DIALOGUE+
第12話做片頭曲使用。
插曲向彼此獻上祝福（第5話）
作詞：都城，作曲：SAiRENJ!，編曲：大澤圭一，主唱：矢野水音

### 各話列表
| 話數 | 日文標題 | 中文標題                 | 劇本     | 分鏡       | 演出             | 作畫監督                                                  | 总作画监督                             | 首播日期       |
| ---- | -------- | ------------------------ | -------- | ---------- | ---------------- | --------------------------------------------------------- | -------------------------------------- | -------------- |
| 1    |          | 女主角女生与路人男生     | 高橋悠也 | 古賀一臣   | 古賀一臣         | 齊藤佳子、日高真由美、野田康行                            | 齊藤佳子                               | 2023年 1月10日 |
| 2    |          | 运气不佳与家中拜访       | 高橋悠也 | 古賀一臣   |                  | 大野勉、佐藤好、野田康行 日高真由美、李少雷               | 齊藤佳子 相音光                        | 1月17日        |
| 3    |          | 普通人的礼物             | 高橋悠也 | 深谷由里花 | 深谷由里花       | Kim dae jung、Park mi hyun Yoo hyun jin、Oh yang hyun     | 齊藤佳子 相音光                        | 1月24日        |
| 4    |          | 紅色的心與禮物的主人     | 高橋悠也 | 德本善信   | 德本善信         | 山村俊了、三橋櫻子、李少雷                                | 齊藤佳子 相音光                        | 1月31日        |
| 5    |          | 白色情人節與心意的收件人 | 高橋悠也 | 森野熊三   | 糸賀慎太郎       | 北條真純、日高真由美 野田康行、大野勉、山村俊了           | 齊藤佳子                               | 2月7日         |
| 6    |          |                          | 高橋悠也 | 室谷靖     |                  | 大野勉、山村俊了 北條真純、佐藤好、日高真由美             | 相音光 野田康行                        | 2月14日        |
| 7    |          | 過夜与新学年                 | 高橋悠也 | 寺东克己   | 薮内悠           | 松下纯子、陈小兰、李望斌                                  | 齊藤佳子 相音光                        | 5月16日        |
| 8    |          |                          | 高橋悠也 | 古賀一臣   | 糸賀慎太郎       | 日高真由美、三橋櫻子 山村俊了、北條真純                   | 齊藤佳子 相音光                        | 5月23日        |
| 9    |          | 新学期与分班             | 高橋悠也 | 寺东克己   | 仓田卫           | 山村俊了、李少雷 日高真由美、三桥樱子、大野勉             | 齊藤佳子 相音光                        | 5月30日        |
| 10   |          | 比身高与壁咚             | 高橋悠也 | 室谷靖     | 渡邊英俊         | 櫻井拓郎、 王敏、李偉峰、周曉華                           | 齊藤佳子 野田康之 迫江沙羅 大野勉 湯糰 | 6月6日         |
| 11   |          | 电影院与面部表情         | 高橋悠也 | 沖田博文   | 沖田博文         | 夏木洋、迫江沙羅、日高真由美 佐佐木美穗、三橋櫻子、大野勉 | 齊藤佳子 相音光                        | 6月13日        |
| 12   |          |                          | 高橋悠也 | 古賀一臣   | 武井諒、古賀一臣 | 李少雷、土佐岡加奈 三橋櫻子、日高真由美                   | 齊藤佳子                               | 6月20日        |

### 播映平台
| 播映地區                           | 播映平台                                                   | 播映日期              | 播映時間              | 備註          |
| ---------------------------------- | ---------------------------------------------------------- | --------------------- | --------------------- | ------------- |
| 香港、澳門、臺灣、馬來西亞、新加坡 | Ani-One中文官方YouTube動畫頻道                             | 2023年1月10日—6月20日 | 星期二 23:30（UTC+8） | [ 38 ]        |
| 香港                               | Animax Asia（電視首播、重播及網上重播：myTV SUPER、nowTV） | 2023年1月11日—6月21日 | 星期三 22:30（UTC+8） | [ 39 ] [ 40 ] |
| 臺灣                               | 巴哈姆特動畫瘋                                             | 2023年1月10日—6月20日 | 星期二 23:30（UTC+8） | [ 41 ]        |

## 外部連結
- 漫畫連載網站（日語）
- 漫畫的X（前Twitter）（日語）
- 電視動畫官方網站（日語）
- 電視動畫的X（前Twitter）（日語）